# Bulbophyllum luederwaldtii
Bulbophyllum luederwaldtii là một loài phong lan thuộc chi Bulbophyllum.